# Taira
|  | Per a altres significats, vegeu «Clan Taira». |

La taira (Eira barbara) és un mustèlid que viu en boscos i zones de vegetació abundant, en una àrea que s'estén des del sud de Mèxic fins a l'Argentina.
El cos té una llargada de 58-75 cm i la cua de 42 cm. El pes mitjà és de 5 kg. La taira té el cap ample i relativament gros en proporció al cos, si se'l compara amb altres mustèlids. Té les potes relativament llargues i un pelatge curt de color sípia, negre o castany uniforme.